# Edward Baker Lincoln
Edward Lincoln (Springfield, 10 marzo 1846 – Washington, 1º febbraio 1850), all'anagrafe Edward Baker Lincoln, detto "Eddie", è stato il secondo figlio di Abraham e Mary Todd Lincoln, così battezzato in onore dell'amico di famiglia, Edward Dickinson Baker.

## Infanzia
Si conosce poco del secondo figlio dei coniugi Lincoln. Uno dei pochi aneddoti giunti fino ai nostri giorni narra di quando, durante una visita alla famiglia di Mary, il fratello maggiore di Edward, Robert Todd Lincoln, trovò un gattino e lo portò in casa. Nonostante la repulsione che la matrigna della signora Lincoln provasse per i gatti e il suo ordine di buttarlo fuori, il piccolo Eddie tanto urlò e protestò da riuscire a far rimanere il gattino di cui si prese in seguito amorevolmente cura. Eddie era dunque descritto dai suoi genitori come un gentile bambino dal cuore tenero.

## Morte
Eddie Lincoln morì un mese prima del suo quarto compleanno. Sebbene nei registri la causa della morte sia stata indicata come "consunzione cronica" (tubercolosi), è invece stato ipotizzato che il piccolo Eddie sia morto a causa di un carcinoma midollare della tiroide poiché: 
- "consunzione" era un termine con cui venivano indicate diverse patologie logoratrici ed il cancro è certamente una di queste malattie,
- suo padre e due dei suoi fratelli avevano diverse caratteristiche compatibili con la sindrome ereditaria chiamata neoplasia endocrina multipla di tipo IIb (MEN2B),
- lo spesso e asimmetrico labbro inferiore di Eddie è un sintomo della MEN2B
- il 100% delle persone affette da MEN2B sviluppano un carcinoma midollare della tiroide, talvolta già in età neonatale.[5]

Il corpo del bambino, la cui morte è da alcuni storici ritenuta come fattore iniziale dell'instabilità mentale della madre, fu sepolto nel cimitero di Hutchinson, a Springfield, in Illinois. Una settimana dopo, una poesia anonima dedicata al bambino e intitolata "Little Eddie" fu pubblicata sul The State Journal-Register, al tempo ancora chiamato Illinois Daily Journal.
Those midnight stars are sadly dimmed,

  That late so brilliantly shone,

And the crimson tinge from cheek and lip,

  With the heart's warm life has flown—

    The angel death was hovering nigh,

    And the lovely boy was called to die.

The silken waves of his glossy hair

  Lie still over his marble brow,

And the pallid lip and pearly cheek

  The presence of Death avow.

    Pure little bud in kindness given,

    In mercy taken to bloom in heaven.

Happier far is the angel child

  With the harp and the crown of gold,

Who warbles now at the Saviour's feet

  The glories to us untold.

    Eddie, meet blossom of heavenly love,

    Dwells in the spirit-world above.

Angel boy—fare thee well, farewell

  Sweet Eddie, we bid thee adieu!

Affection's wail cannot reach thee now

  Deep though it be, and true.

    Bright is the home to him now given,

    For "of such is the Kingdom of Heaven".
Quelle stelle di mezzanotte sono tristemente attenuate,

  Quello che da ultimo splendeva così brillante,

E la sfumatura cremisi della gota e del labbro,

  È volato via con la calda vita del cuore, 

    L'angelo della morte stava volando nelle vicinanze,

    E l'amorevole ragazzino fu chiamato alla morte.

Le sericee onde dei suoi lucenti capelli

  Ancora giacciono sulla sua marmorea fronte,

E il pallido labbro e la perlacea gota

  Attestano la presenza della Morte.

    Piccolo e puro germoglio in gentilezza donato,

    In misericordia preso per fiorire in cielo.

Molto più felice è l'angelo bambino

  Con l'arpa e la corona d'oro,

che ora intona ai piedi del Salvatore

  le glorie a noi mai rivelate.

    Eddie, perfetto fiore di celestiale amore,

    Dimora nel soprastante mondo degli spiriti.

Angelo ragazzino — addio a te, addio

  Dolce Eddie, ti porgiamo il nostro saluto!

Il lamento del dolore non può raggiungerti ora 

  Sebbene esso sia profondo, e sincero.

    Splendente è la casa a cui egli è stato ora donato,

    poiché "di tali è il Regno dei Cieli".
(Anonimo, 1850)
L'identità dell'autore della poesia è stata a lungo un mistero e negli anni è stata avanzata l'ipotesi che fossero stati gli stessi Abraham e Mary Lincoln a comporla. Nel 2012, la Abraham Lincoln Association pubblicò un articolo sulla propria rivista in cui comunicava di essere giunta alla conclusione che il testo non fosse opera dei coniugi Lincoln, bensì di un giovane poeta di St. Louis. L'ultima riga della poesia è probabilmente un riferimento al versetto di Matteo 19:14 "Gesù però disse: Lasciate i piccoli fanciulli e non vietate loro di venire a me, perché di tali è il regno de' cieli."
Il terzo figlio dei coniugi Abraham e Mary Lincoln, William Wallace Lincoln, nacque dieci mesi dopo la morte di Eddie. Dopo la morte del Presidente Lincoln, nel 1865, i resti di Eddie furono spostati presso il cimitero di Oak Ridge, a Springfield, e posti all'interno della tomba dei Lincoln, accanto a quelli del padre.